# Ludmila Formanová
Ludmila Formanová (Čáslav, 2 januari 1974) is een voormalige Tsjechische atlete, die zich had toegelegd op de 800 m. Ze werd op deze afstand zowel in- als outdoor wereldkampioene. Tweemaal nam zij deel aan de Olympische Spelen. Een finaleplaats op de 4 x 400 m estafette was hierbij haar beste resultaat.

## Biografie

### Eerste internationale successen
Formanová deed internationaal voor het eerst van zich spreken in 1993, toen zij bij de Europese jeugdkampioenschappen in het Spaanse San Sebastian op de 800 m de jeugdtitel voor zich opeiste in 2.06,88. Later dat jaar nam zij deel aan de wereldkampioenschappen in Stuttgart, waar zij als lid van de Tsjechische 4 x 400 m estafette een zevende plaats behaalde.
Twee jaar later veroverde Ludmila Formanová haar eerste medaille bij de senioren door tijdens de WK indoor in Barcelona op de 4 x 400 m samen met Nadia Kostoválová, Helena Dziurová en Hana Benešová als tweede te finishen in 3.30,27, op één seconde achter het Russische team.

### Deelname aan Olympische Spelen
In 1996 ging zij het jaar goed van start met een vierde plaats op de 800 m in 2.03,74 bij de Europese indoorkampioenschappen in Stockholm. In deze wedstrijd hielden de Française Patricia Djaté (eerste in 2.01,71), de Nederlandse Stella Jongmans (tweede in 2.01,88) en de Russin Svetlana Masterkova (derde in 2.02,86) haar buiten de medailles. Later dat jaar maakte zij haar debuut op de Olympische Spelen in Atlanta. Hier reikte zij op de 800 m tot de halve finale, maar op de 4 x 400 m haalde zij de finale wel. Daarin werd zij met Nadeżda Kostovalová, Helena Fuchsová en Hana Benešová zevende in 3.26,99.
In 1997 greep Formanová op alle toernooien waaraan zij deelnam, steeds naast de medailles: op de WK indoor in Parijs werd zij met haar landgenotes op de 4 x 400 m vierde, terwijl zij op de wereldkampioenschappen in Athene tweemaal op de vijfde plaats terechtkwam: op de 800 m in 1.59,52 en op de 4 x 400 m in 3.23,73.

### Europees indoor- en dubbelvoudig wereldkampioene
Haar eerste grote succes volgde in 1998. Bij de Europese indoorkampioenschappen in Valencia veroverde Ludmila Formanová op de 800 m de titel in 2.02,30. Ditmaal was het onder meer Stella Jongmans, die op haar beurt als vierde net buiten de prijzen viel. Later, op de Europese baankampioenschappen in Boedapest, bleef de Tsjechische echter weer in de halve finale van de 800 m steken, al werd ze nog wel vijfde op de 4 x 400 m.
Het meest succesvolle jaar van haar carrière beleefde Formanová vervolgens in 1999. Eerst werd zij op het WK indoor in Maebashi op indrukwekkende wijze kampioene door in de finale van de 800 m in een eindsprint af te rekenen met favoriete Maria Mutola. Haar eindtijd van 1.56,90 was een toernooirecord en de op-één-na snelste tijd, die indoor ooit was gelopen.
Vervolgens maakte zij aan alle twijfels, zo die er nog waren, een eind door op de wereldkampioenschappen in Sevilla haar persoonlijke besttijd op de 800 m verder aan te scherpen tot 1.56,68 en weer was Maria Mutola het meest directe slachtoffer. De Mozambikaanse kwam ditmaal vier honderdste van een seconde tekort om het goud te veroveren en won opnieuw zilver. Svetlana Masterkova volgde als derde in 1.56,93.

### Einde atletiekloopbaan
In 2000 vielen de Olympische Spelen in Sydney voor Formanová in het water. Door een enkelblessure wist ze haar 800 meterserie niet te beëindigen. Daarna liep haar carrière vrijwel geruisloos ten einde. Nog eenmaal wist zij zich te manifesteren: bij de Europese kampioenschappen van 2002 in München werd zij op de 800 m vierde in 2.00,23. Het was haar laatste gedenkwaardige prestatie.
Aan het einde van 2006 zette Ludmila Formanová een punt achter haar atletiekloopbaan.

## Titels
- Wereldkampioene 800 m - 1999
- Wereldindoorkampioene 800 m - 1999
- Europees indoorkampioene 800 m - 1998
- Europees jeugdkampioene 800 m - 1993
- Tsjechisch kampioene 400 m - 2002

## Persoonlijke records
Outdoor
| Onderdeel | Tijd    | Datum            | Plaats |
| --------- | ------- | ---------------- | ------ |
| 400 m     | 51,84 s | 26 juni 1995     | Praag  |
| 800 m     | 1.56,56 | 11 augustus 1999 | Zürich |
| 1000 m    | 2.35,06 | 17 juli 1999     | Nice   |
| 1500 m    | 4.20,13 | 27 juni 2005     | Praag  |

Indoor
| Onderdeel | Tijd    | Datum        | Plaats   |
| --------- | ------- | ------------ | -------- |
| 800 m     | 1.56,90 | 7 maart 1999 | Maebashi |

## Palmares

### 800 m
Kampioenschappen
- 1993:  EJK in San Sebastian – 2.06,88
- 1996: 4e EK indoor in Stockholm – 2.03,74
- 1996: ? in ½ fin. OS
- 1997: 5e WK – 1.59,52
- 1998:  EK indoor – 2.02,30
- 1998: ? in ½ fin. EK
- 1999:  WK indoor – 1.56,90
- 1999:  WK – 1.56,68
- 2000: DNF OS
- 2002: 4e EK – 2.00,23

Golden League-podiumplekken
- 1999:  Herculis – 1.57,49
- 1999:  Memorial Van Damme – 1.57,91
- 1999:  ISTAF – 1.58,16
- 2000:  Meeting Gaz de France – 2.00,61
- 2000:  Weltklasse Zürich – 1.57,53

### 4 x 400 m
- 1993: 7e WK – 3.27,94
- 1995:  WK indoor – 3.30,27
- 1996: 7e OS – 3.26,99
- 1997: 4e WK indoor – 3.28,47
- 1997: 5e WK – 3.23,73
- 1998: 5e EK – 3.27,54

1983 Jarmila Kratochvílová ·
1987 Sigrun Wodars ·
1991 Lilia Noeroetdinova ·
1993 Maria Mutola ·
1995 Ana Fidelia Quirot ·
1997 Ana Fidelia Quirot ·
1999 Ludmila Formanová ·
2001 Maria Mutola ·
2003 Maria Mutola ·
2005 Zulia Calatayud ·
2007 Janeth Jepkosgei ·
2009 Caster Semenya ·
2011 Caster Semenya ·
2013 Eunice Jepkoech Sum ·
2015 Marina Arzamasova ·
2017 Caster Semenya ·
2019 Halimah Nakaayi ·
2022 Athing Mu ·
2023 Mary Moraa
- World Athletics: 14263132
- International Standard Name Identifier: 0000 0000 5872 4109
- Nationale Bibliotheek van Tsjechië: xx0049999
- Virtual International Authority File: 85619184